# Yoshiyuki Shinoda
Yoshiyuki Shinoda (篠田 善之, Shinoda Yoshiyuki) est un footballeur japonais né le 18 juin 1971 à Kōfu.

## Parcours d'entraineur
- 2008-2011 :  Avispa Fukuoka
- 2016-sep. 2017 :  FC Tokyo
- 2019-jan. 2020 :  Shimizu S-Pulse
- fév. 2023-juin 2024 :  Ventforet Kōfu